# 原浪トンネル
原浪トンネル（はらなみトンネル）は、福島県南相馬市と双葉郡浪江町に跨る道路トンネルである。

## 概要
- 全長：1,612.0m
- 幅員：6.5（8.5）m
- 有効高：4.7m
- 工法：NATM工法（発破掘削工法）
- 施工：庄司・横山・経常建設共同企業体
- 竣工： 2000年3月

南相馬市原町区馬場から浪江町昼曽根に至り、福島県道49号原町浪江線を通す。トンネル名は当時の所在自治体である原町市と浪江町の頭文字から取られている。福島県相双建設事務所により、緊急地方道整備事業として1994年度より建設された。1995年3月に起工され、1998年2月10日に貫通、2000年4月25日に開通した。総工費は36億5900万円。
福島県内の道路トンネルで12番目に長く、主要地方道では福島県道12号原町川俣線の八木沢トンネルに次いで2番目に長い。いわき市の遠野トンネルとともに、福島県管理のトンネルとしては比較的交通量が少なく長いものであるため、照明灯の数を半減させ道路維持費の削減を図る実験が2008年（平成20年）から1年間行われた。